# 谷川治恵
谷川 治恵（たにかわ はるえ、1954年2月9日 - ）は、日本将棋連盟所属の女流棋士。2002年引退。女流棋士番号は10から2。女流棋士会会長（2001年 - 2003年、2007年 - 2009年）。日本将棋連盟非常勤理事(2011年5月-)。埼玉県出身。青山学院大学卒業。佐瀬勇次名誉九段門下。

## 人物
- 青山学院大学在学中、チェスの学生女子チャンピオンとなった[1]。
- 1976年4月、NHK『将棋講座』のアシスタントを務め、同年9月に女流棋士となる。
- 第3期（1980年度）女流王将戦で蛸島彰子に挑戦。三番勝負は0勝2敗で敗れ、タイトル奪取はならなかった。
- 1991年〜1993年、『NHK杯テレビ将棋トーナメント』の司会、聞き手を担当した。
- 棋士の 田丸昇は元夫で、小学館の学習雑誌に将棋のコーナーを夫婦で連載したことがある。
- 2001年5月から2003年5月、および2007年6月から2009年3月まで女流棋士会会長を務めた。なお、2009年4月、新たな棋士会（男女合同）の発足に伴い、女流棋士会独自の役員（会長も含む）は置かないこととなった。
- 2001年、現役勤続25年表彰。
- 2011年5月、日本将棋連盟非常勤理事に就任[2]。
- 2013年4月に再び女流棋士会役員となり[3]、2015年6月には同相談役に就任している[4]。

## 昇段履歴
- 1976年09月23日 - 女流1級 = 女流プロ入り
- 1978年09月10日 - 女流初段
- 1981年03月19日 - 女流二段
- 1989年05月22日 - 女流三段（贈昇段／第11期女流王将戦〈林葉直子女流王将〉就位式）[5]
- 2000年06月28日 - 女流四段（勝数規定／女流三段昇段後120勝）[6]
- 2002年04月30日 - 引退 [7]
- 2011年04月01日 - 女流五段（引退女流棋士昇段規定）[8]

## 主な成績

### タイトル戦登場
- 女流王将戦 - 第3期女流王将戦挑戦（1980年度）

登場回数1、獲得0

### 将棋大賞
- 第37回（2009年度） 東京将棋記者会賞

## 表彰
日本将棋連盟 表彰
- 2001年11月：勤続25年[9]

## 役員等
日本将棋連盟
- 日本将棋連盟非常勤理事（2011年5月26日 - 2017年05月29日）

女流棋士会
- 女流棋士会 会長
  - 2001年 - 2003年
  - 2007年 - 2009年3月
- 女流棋士会 相談役
  - 2015年6月 -